# Кузон о Мон д'Ор
Кузон о Мон д'Ор (фр. Couzon-au-Mont-d'Or) је насељено место у Француској у региону Рона-Алпи, у департману Рона.
По подацима из 2011. године у општини је живело 2551 становника, а густина насељености је износила 820,26 становника/km².

## Демографија
| 1962. | 1968. | 1975. | 1982. | 1990. | 2011. |
| ----- | ----- | ----- | ----- | ----- | ----- |
| 1.810 | 1.928 | 2.434 | 2.421 | 2.564 | 2.551 |